# Понсова, Елена Дмитриевна
Елена Дмитриевна По́нсова (1 [14] мая 1907, Малаховка — 30 июня 1966, Москва) — советская актриса и педагог.

## Биография
Родилась 1 (14 мая) 1907 года на станции Малаховка (ныне Люберецкий район, Московская область). Дебютировала на сцене в 1925 году. Окончила Театральное училище имени Б. В. Щукина (1928), с 1934 года преподавала там же. На протяжении всей жизни — актриса МАДТ имени Е. Б. Вахтангова. В 1936 году дебютировала в кино. Помимо ряда характерных ролей много работала над озвучиванием мультфильмов.
В браке с артистом В. Я. Станицыным у неё родилась дочь Ольга Гёзе-Станицына, впоследствии ведущая актриса Драматического театра имени Станиславского (ныне Электротеатра Станиславский).
Умерла в Москве на 60-м году жизни 30 июня 1966 года во сне. Похоронена на Введенском кладбище (11 уч.).

## Награды и премии
- медаль «За трудовую доблесть» (16 декабря 1946)[3].
- заслуженная артистка РСФСР (1947).
- народная артистка РСФСР (1957).
- Сталинская премия второй степени (1952) — за исполнение роли знахарки Зобуновой в спектакле «Егор Булычов и другие» М. Горького.

## Фильмография

### Актриса
1. 1936 — Заключённые — Фефёла
2. 1944 — Свадьба — гостья
3. 1949 — Счастливый рейс — бабушка Фени
4. 1952 — Ревизор — Иванова
5. 1953 — Егор Булычов и другие (фильм-спектакль) — Зобунова, знахарка
6. 1955 — Дорога
7. 1956 — Убийство на улице Данте — консьержка мадам Купо
8. 1956 — Полюшко-поле — баба Дуня
9. 1958 — Жизнь прошла мимо — мать Смирнова
10. 1959 — Шинель — Авдотья Семёновна, домовладелица
11. 1960 — Русский сувенир — бабушка Варвары
12. 1960 — Беззащитное существо (короткометражный) — Щукина
13. 1961 — 10000 мальчиков
14. 1963 — Штрафной удар — Нина Ивановна, журналистка
15. 1963 — Понедельник — день тяжёлый — Королькова
16. 1964 — Сумка, полная сердец — Авдотья
17. 1964 — Русский лес — мать Грацианского
18. 1965 — Гадюка — тётка в госпитале
19. 1965 — Последний месяц осени — старуха
20. 1966 — Скверный анекдот — Млекопитаева

### Озвучивание мультфильмов
1. 1952 — Зай и Чик — курица
2. 1953 — Непослушный котёнок — Белка
3. 1955 — Заколдованный мальчик — сова / белка
4. 1955 — Это что за птица? — ворона / воробей / сова / текст от автора
5. 1956 — Двенадцать месяцев — Мачеха
6. 1956 — Небесное созданье
7. 1957 — Снежная королева — ворона
8. 1958 — Грибок-теремок — лиса / лягушка
9. 1958 — Спортландия — кресло
10. 1958 — Кошкин дом — курица
11. 1958 — Золотые колосья — Лягушка
12. 1958 — Первая скрипка — Пчела
13. 1959 — Три дровосека — Соломинка
14. 1959 — Приключения Буратино — лиса Алиса / летучая мышь
15. 1959 — Скоро будет дождь — жаба / Засуха / лисица
16. 1960 — Разные колёса — сорока
17. 1960 — Железные друзья — вокал
18. 1960 — Золотое пёрышко — Королева
19. 1960 — Непьющий воробей — птица
20. 1960 — Королевские зайцы — старуха-волшебница
21. 1960 — Лиса, бобёр и другие — шакал
22. 1961 — Фунтик и огурцы — бабушка Фунтика
23. 1961 — Кто самый сильный — Туча / Дерево
24. 1961 — Семейная хроника — утка
25. 1961 — Муравьишка-хвастунишка — муравьиха / гусеница-листовёртка
26. 1961 — Ключ — фея-сторожиха
27. 1961 — Дракон — черепаха
28. 1962 — Две сказки — лиса
29. 1962 — Королева зубная щётка — тётушка Мочалка / Королева зубная щётка
30. 1962 — Дикие лебеди — королева-мачеха / добрая старушка / ворона
31. 1963 — Свинья-копилка — свинья-копилка
32. 1963 — Баранкин, будь человеком! — воробьиха
33. 1963 — Бабушкин козлик. Сказка для взрослых — бабушка
34. 1963 — Сказка о старом кедре
35. 1964 — Дядя Стёпа — милиционер — бабуся
36. 1964 — Можно и Нельзя — Бобик / старушка с большим псом / женщина с ведром
37. 1964 — Петух и краски — Курица / Лиса / Синяя краска
38. 1964 — Топтыжка — рассказчица
39. 1964 — Дюймовочка — жаба / полевая мышь
40. 1965 — Пастушка и трубочист — старая мышь
41. 1965 — Наргис — Старуха
42. 1965 — Лягушка-путешественница — лягушка Кваля
43. 1965 — Вовка в Тридевятом царстве — библиотекарша / старуха
44. 1965 — Ваше здоровье — мать
45. 1965 — Рикки-Тикки-Тави — крыса Чуо
46. 1966 — Самый, самый, самый, самый — Гиена
47. 1966 — Про злую мачеху — Баба-Яга
48. 1966 — Про бегемота, который боялся прививок — тигрицы / кенгуру
49. 1966 — Жёлтик — мама-курица / змея
50. 1966 — Хвосты — сорока

### Дубляж
- 1955 — Встретимся на стадионе (Узбекистан) — Мафрат-хон (роль Лютфи Сарымсаковой)
- 1962 — Парижские тайны (художественный кинофильм, Франция) — «Сова» (роль Рене Гарде)